# 옥산로 (대구)
옥산로(Oksan-ro)는 대구광역시 서구 노원동 원대오거리 에서 북구 고성동 남침산네거리 를 잇는 대구광역시의 도로이다.

## 주요 경유지
대구광역시
- 서구 (노원동) - 북구 (고성동)

## 노선
| 이름          | 접속 노선                                      | 소재지        | 소재지        | 비고          |
| 팔달로와 직결 | 팔달로와 직결                                  | 팔달로와 직결 | 팔달로와 직결 | 팔달로와 직결 |
| ------------- | ---------------------------------------------- | ------------- | ------------- | ------------- |
| 원대오거리    | 대구광역시도 제51호선 (달서로) 오봉로 침산남로 | 대구광역시    | 서구          |               |
| 북구청네거리  | 대구광역시도 제57호선 (원대로)                 | 대구광역시    | 북구          |               |
| (이름없음)    | 고성북로 옥산로17번길                          | 대구광역시    | 북구          |               |
| 남침산네거리  | 대구광역시도 제59호선 (침산로)                 | 대구광역시    | 북구          |               |
| 호암로와 직결 |                                                |               |               |               |

## 주요 건물 및 시설
- 북구청 (옥산로 65/침산동 447-16)
- 대구은행 북구청지점 (옥산로 65/침산동 447-16)
- 기아오토큐 고성점 (옥산로 72/고성동3가 46-1)
- 대구광역시립북부도서관 (옥산로 75/침산동 447-10)
- BBQ 치킨 대구고성점 (옥산로 82/고성동3가 36-1)
- 새마을금고 드림새마을금고 고성지점 (옥산로 94/고성동3가 25-1)
- 대구은행 제2본점영업부 (옥산로 111/칠성동2가 2-4)
- 국민연금공단 서대구지사 (옥산로 111/칠성동2가 2-4)